# Джон Бордман
Джон Бордман (англ. John Boardman, 20 серпня 1927, Редбридж, Лондон — 23 травня 2024) — британський археолог і мистецтвознавець.

## Життєпис
Освіту здобув у школі Чігвелл та коледжі Магдалени Кембриджського університету.
Впродовж трьох років обіймав посаду заступника директора Британської археологічної школи в Афінах. Здійснив розкопки крім того у Смірні, на островах Крит, Хіос, також стародавній Арсеної (також відома як Токра) у Лівії. Впродовж чотирьох років був куратором Музею Ашмола в Оксфорді.
Став членом
- Британської академії наук[3],
- Афінської академії,
- Німецького археологічного інституту,
- Академії надписів та красного письменства,
- Національної Академії деї Лінчеї
- Баварської академії наук,
- Лондонського товариства антикварів[en],
- Австрійського археологічного інституту[de];
- почесним доктором Мертонського коледжу[en] в Оксфорді;
- Лінкольн-професором класичної археології та мистецтва[en].

## Нагороди
- Медаль Кеньона[en] в 1995 році від Британської академії наук[4];
- Премія Онассіса з гуманітарних наук у 2009 році;
- Орден Британської імперії (цивільний, «OBE»).

## Праці

### Вибрані публікації
- Greek Gems and Finger Rings: Early Bronze Age to Late Classical. Thames & Hudson, London 1970, ISBN 0-500-16015-5
- The Greeks Overseas. The Archaeology of Their Early Colonies and Trade. Penguin, Harmondsworth 1964. Deutsche Übersetzung: Kolonien und Handel der Griechen: vom späten 9. bis zum 6. Jahrhundert v. Chr. Beck, München 1981, ISBN 3-406-08039-1
- Greek Sculpture: The Archaic Period: A Handbook. 1978. Deutsche Übersetzung: Griechische Plastik, die archaische Zeit: ein Handbuch. Zabern, Mainz 1981, ISBN 3-8053-0346-7
- Greek Sculpture: The Classical Period: A Handbook Thames & Hudson, London 1985. Deutsche Übersetzung: Griechische Plastik, die klassische Zeit: ein Handbuch. Zabern, Mainz 1987, ISBN 3-8053-0818-3
- The Diffusion of Classical Art in Antiquity. Thames & Hudson, London 1994, ISBN 0-500-23696-8
- Persia and the West: An Archaeological Investigation of the Genesis of Achaemenid Art. Thames & Hudson, London 2000. Deutsche Übersetzung: Die Perser und der Westen. Eine archäologische Untersuchung zur Entwicklung der Achämenidischen Kunst. Zabern, Mainz 2003, ISBN 3-8053-2919-9

### Оцінка робіт
- Georgios S. Korres: Sir John Boardman. In: Eπίσημoι λόγoι. Eθνικό και Kαπoδιστριακό Πανεπιστημίo Aθηνών 30 (1988—1991)[1998] 1059—1063.
- Olga Palagia-Ladopoulou: Sir John Boardman. In: Eπίσημoι λόγoι. Eθνικό και Kαπoδιστριακό Πανεπιστημίo Aθηνών 30 (1988—1991)[1998] 1067—1072.
- John Boardman. A bibliography. In: Greek offerings. Essays on Greek art in honour of John Boardman (Oxford 1997) 231—241.
- Publications by John Boardman, 1952 — 1999. In: Periplous. Papers on classical art and archaeology presented to Sir John Boardman (London 2000) 403—410.
- Donna C. Kurtz: John Boardman's curatorship of the Cast Gallery, Ashmolean Museum, 1978 — 1994. In: Periplous. Papers on classical art and archaeology presented to Sir John Boardman (London 2000) 178—189.